# ダチョウ科
ダチョウ科（Struthionidae）は鳥綱古顎類ダチョウ目の科。現生はダチョウ属のみだが、他、絶滅化石属であるPachystruthio属からなる。

## 下位分類
2019年、S. pannonicus, S. dmanisensis (ジャイアントダチョウ), S. transcaucasicus がPachystruthio属に移された。
ダチョウ目 Struthioniformes Latham 1790
- ダチョウ科 Struthionidae Vigors 1825
  - †Pachystruthio (Kretzoi 1954) (鮮新世後期-更新世)
  - ダチョウ属 Struthio Linnaeus 1758 (中新世初期 – 現生)　- ダチョウ、ソマリダチョウ